# Dante Fornasir
Dante Fornasir (Cervignano del Friuli, 11 maggio 1882 – Cervignano del Friuli, 10 agosto 1958) è stato un ingegnere italiano.

## Biografia
Dopo gli studi al Ginnasio di Gorizia frequenta a Trieste la Scuola Reale Superiore che gli permette l'accesso al Politecnico di Vienna. Come volontario si arruola nel 1906 nell'Esercito Austriaco. Nel 1908 consegue la laurea in ingegneria e dal 1909 inizia la sua attività lavorativa come dipendente del Governo Marittimo. Dopo la parentesi della prima guerra mondiale che lo vede arruolato nell'Esercito Austriaco, è responsabile edile del Cantiere Navale Triestino. Nel 1926 viene incaricato della progettazione della Stazione Marittima di Trieste e l'Idroscalo, in seguito progetterà il quartiere di Panzano per le abitazioni dei dipendenti del cantiere navale di Monfalcone. Nel 1928 inizia in proprio l'attività edile fondando l'Impresa Dante Fornasir.

Eseguirà molti lavori per conto dei Cantieri Riuniti dell'Adriatico a Monfalcone. Nel 1933 aveva acquistato dal Comune di Cervignano del Friuli i terreni sui quali eseguirà lavori di bonifica e costruirà il borgo agricolo che tuttora porta il suo nome. La strutturazione di questo borgo vede, oltre alla casa padronale, il complesso delle abitazioni familiari dei lavoratori, le cantine, stalle e servizi vari con una nuova concezione di vivibilità lavorativa e sociale. 
Muore a Cervignano il 10 agosto 1958. Tra le sue più importanti opere si annoverano il quartiere abitativo di Panzano strutturato con ville, case plurifamiliari, un albergo, un teatro e impianti sportivi. Importanti furono anche le costruzioni dei capannoni industriali e delle officine elettromeccaniche ed aeronautiche eseguite per conto dei Cantieri Navali di Monfalcone.